# Върлишница
Върлишница е защитена местост в зоната на град Клисура, община Карлово, област Пловдив.

## История
26 април 1876 г. башибозушкият командир и каловски феодал Тосун бей напада позициите на въстаниците в местността Зли дол в околностите на Клисура, а и самото село. В настъпилата паника сред населението на градчето оцелелите въстаници и техните близки, предвождани от Никола Караджов, се отправят да търсят спасение през прохода Върлишница в съседната Копривщица.
В това време огънят изпепелява къщите им. Клисура е разграбена, изгорена и плячкосана. От 1200 къщи се запазва само една-единствена. Главорезите на Тосун бей избиват около 400 души, предимно жени и деца.

## Резерват
Резерватът е учреден с цел опазване на вековна букова гора и характерен ландшафт с широколистни горски съобщества.
Река Върлишница е десен приток на река Стряма. Участъкът на реката от язовира до железопътния мост (с координати 42.687585, 24.445524) е забранен за риболов до 2024 г.
Туристически маршрути
| Клисура – Копривщица | Клисура – Копривщица |
| --- | -------------------- |
| Клисура – Върлишница – м. Вишна кория – м. Степаница – вр. Белият камък – р. Петрешка – Копривщица |                      |
| Клисура – Върлишница – р. Дълга река – вр. Чумина – р. Чуминска река – Чатал чучур – р. Петрешка – Копривщица |                      |
| Клисура – Голям Богдан |                      |
| Клисура – р. Стара река – р. Върлишница – Гиндерско възвишение – Голям Богдан – Копривщица |                      |
| Клисура – р. Върлишница – м. Коритата – гора Върлишница – Голям Богдан – Копривщица |                      |
| Клисура – Гинденско възвишение – първи Гинденски праг – м. Бухалски камъни – превал Лулчова могила – пасище между Върлишница и Дебели дял – Булиия чешма – гора Дебели дял – гора Еловица – гора Невида – Голям Богдан – Копривщица |                      |